# 井岡道子
井岡 道子（いおか みちこ、1950年 - ）は、日本の小説家、グラフィックデザイナー。

## 経歴・人物
愛媛県生まれ。成安女子短期大学意匠科を卒業する。短大では、グラフィックデザインを学ぶ。広告代理店、デザイン事務所を経て独立し、上京する。2004年、執筆を開始する。
2007年、「父のグッド・バイ」で第15回やまなし文学賞（小説部門）を受賞する。
2014年、「ママギャング」で第23回小川未明文学賞優秀賞を受賞。
2015年、「色挿し」で第49回北日本文学賞選奨。「次ぎの人」で第1回林芙美子文学賞（大賞）を受賞する（佳作入選は、志馬さち子「うつむく朝」と高倉やえ「ものかげの雨」）。
好きな作家として、中上健次、梨木香歩、カズオ・イシグロ、ガルシア・マルケスを挙げている。趣味は観劇、映画鑑賞。

## 作品リスト

### 単行本
- 『父のグッド・バイ』（2007年6月 山梨日日新聞社）
- 『麝香豌豆』（2025年2月 未知谷）
  - 収録作品：次ぎの人 /サーカスの音 /小面 /麝香豌豆 /ブラック・チェリー /高月山 /ご破算で願いましては…… /色挿し

### 単行本未収録作品
- 「雪」（『早稲田文学』2016年夏号）